# Eggs over Easy
Eggs over Easy waren eine US-amerikanische Country-Rock-Band, die Anfang der 1970er in London eine Schlüsselrolle bei der Entstehung des Pub Rock spielte.

## Bandgeschichte
Die beiden New Yorker Jack O’Hara (Gitarre, Bass, Gesang) und Austin de Lone (Keyboards, Gitarre, Gesang) lernten sich in Berkeley, Kalifornien, kennen, wo sie als Duo auftraten.  Zurück in New York schloss sich ihnen Brien Hopkins (Keyboards, Bass, Gitarre, Gesang) an.  Ihrem Manager Peter Kauff gelang es, Chas Chandler (früher bei den Animals und Manager der Jimi Hendrix Experience) als Produzenten für ein Album zu gewinnen.
Für die Aufnahmen reisten die Eggs im Dezember 1970 nach London. Als Schlagzeuger half zunächst Les Sampson aus, bevor John Steel (ex-Animals) zur Band stieß. Im Januar 1971 waren die Aufnahmen für das Album abgeschlossen, doch kam es wegen Schwierigkeiten mit ihrer Plattenfirma nicht zur Veröffentlichung. Kauff riet der Band, in London zu bleiben, bis die Probleme geklärt seien.
Chandler verschaffte der Band Auftritte in England. Ab Mai 1971 traten sie regelmäßig im Tally Ho Pub im Norden Londons auf, obwohl dort zuvor nur Jazz gespielt worden war.  Unter den Fans der Eggs waren auch Musiker wie Graham Parker, Nick Lowe und Elvis Costello, die zur Ausbreitung der Pub-Rock-Bewegung beitrugen. Bei Auftritten im Marquee Club entwickelte sich eine enge Partnerschaft mit der Band Brinsley Schwarz.
Eggs over Easy traten in etlichen Londoner Pubs auf. Im September und Oktober 1971 gingen sie als Vorgruppe mit John Mayall auf Tour in Großbritannien, jetzt mit George Butler am Schlagzeug. Die Hoffnung auf eine Veröffentlichung ihrer Aufnahmen zerschlug sich jedoch, und als ihre Visa ausliefen, mussten sie Ende 1971 nach Amerika zurückkehren.
In New York unterzeichneten sie einen Vertrag mit  A&M Records. Link Wray produzierte das Album Good 'N' Cheap, teilweise eine Neueinspielung der Londoner Aufnahmen, das 1972 auf den Markt kam. Am Schlagzeug saß jetzt Bill Franz. 1973 zogen die Eggs nach San Francisco und waren mit den Eagles und Yes auf Tour. John „Jay“ David (vormals bei Dr. Hook & the Medicine Show) ersetzte Franz am Schlagzeug, und die Single Back of My Car wurde von Buffalo Records herausgebracht.
Das zweite Album Fear of Frying erschien 1981 bei Squish Records. Im selben Jahr lösten sich Eggs over Easy auf. Hopkins blieb als Songwriter aktiv, O’Hara wurde Toningenieur, und de Lone spielte als Studiomusiker mit Künstlern wie Bonnie Raitt, Nick Lowe, Elvis Costello und anderen.

## Diskografie
- Good 'N' Cheap – LP (1972) A&M (A&M 2366)
- Back of My Car – Single (1974) Buffalo Records
- Fear of Frying – LP (1981) Squish Records

### Kompilationen
- Naughty Rhythms: The Best of Pub Rock CD (1996) EMI (Premier 37968) – mit einem Titel der Eggs:  Factory
- Goodbye Nashville Hello Camden Town – a Pub Rock Anthology CD (2007) Castle Music  (CMEDD1451) – mit einem Titel der Eggs: Runnin' Down to Memphis